# Michel Guillaume Jean de Crèvecoeur
Michel Guillaume Jean de Crèvecœur (31 de diciembre de 1735 – 12 de noviembre de 1813) naturalizado en Nueva York como John Hector St. John, fue un escritor franco-estadounidense. Había nacido en Caen, Normandía, Francia, siendo hijo del conde y la condesa de Crèvecœur.

## Biografía
En 1755, emigró a Nueva Francia en Norteamérica. Allí, prestó servicio durante la guerra franco-india como explorador en la Milicia Colonial Francesa, siendo ascendido a teniente. Luego que el ejército francés fuera vencido por los ingleses en 1759, se mudó al estado de Nueva York, que en ese tiempo se llamaba Provincia de Nueva York, donde tomó la ciudadanía, adoptando el nombre anglo-americano de John Hector St. John, y en 1770 se casó con Mehitable Tippet una norteamericana. Compró una hacienda en el Condado de Orange, Nueva York, donde progresó como agricultor. Comenzó a escribir sobre la vida en las colonias de América y el desarrollo de la sociedad norteamericana.
En 1779, durante la Revolución de las Trece Colonias, St. John trató de salir del país y regresar a Francia a causa de los problemas de salud de su padre. Acompañado por su hijo, cruzó las líneas británicas-norteamericanas para penetrar en la ciudad de Nueva York que estaba ocupada por los británicos, donde permaneció en prisión durante tres meses acusado de ser un espía americano. Finalmente, logró partir hacia Gran Bretaña.
En 1782, en Londres, publicó un volumen con ensayos titulado Letters from an American Farmer (literalmente: Cartas de un granjero Americano). Rápidamente el libro se convirtió en el primer éxito literario de un autor norteamericano en Europa y convirtió a Crèvecœur en una celebridad. Fue el primer escritor en describir a los europeos, empleando muchos términos del inglés americano, la vida en la frontera americana y explorar el concepto del sueño americano, presentando a la sociedad norteamericana como caracterizada por los principios de igualdad de oportunidades y autodeterminación. Su obra brindaba información útil para comprender el "Nuevo Mundo" que había ayudado a crear una identidad norteamericana en las mentes de los europeos mediante la descripción de todo un país en vez de presentarlo como otra colonia regional. Los escritos resaltan la inventiva norteamericana y el estilo de vida libre de complicaciones. Describe la aceptación de la diversidad religiosa en una sociedad creada a partir de una gran variedad de culturas y etnias. Su uso del aforismo en latín "Ubi panis ibi patria" (Donde haya pan, allí esta mi país) a los pioneros norteamericanos es una interesante idea sobre la esencia de la experiencia que se vivía en Estados Unidos. Alaba a las colonias por sus "ciudades, villas, extensos campos...casas decentes, buenos caminos, plantaciones, praderas, y puentes, donde hace cien años todo era salvaje, bosque y tierras no cultivada."
Desde Gran Bretaña, navega hasta Francia, donde logra reunirse con su padre. Cuando Estados Unidos es reconocido por Gran Bretaña luego del Tratado de París en 1783, Crèvecœur regresó a la ciudad de Nueva York. Ansioso por reunirse con su familia, descubre que su esposa ha fallecido, su granja ha sido destruida, y sus hijos han sido acogidos por sus vecinos. Finalmente, recupera la custodia de sus hijos. Durante casi toda la década de 1780, Crèvecœur vivió en la ciudad de Nueva York. El éxito de su libro en Francia le ha permitido acceder a un círculo de notables, y fue designado cónsul de Francia en Nueva York, Nueva Jersey y Connecticut. 
En 1784, publica una versión de dos volúmenes de sus Cartas de un granjero Americano, aumentada y completamente reescrita en francés. En 1787 publica una versión de tres volúmenes. Sus libros en inglés y en francés fueron traducidos a varios otros idiomas europeos alcanzando una gran difusión por toda Europa. Durante muchos años, en Europa Crèvecœur fue identificado con su narrador de ficción, James, el 'granjero americano', y fue tenido en alta estima por sus lectores y escritores de Europa. 
En 1801 publica otra obra en tres volúmenes, titulada Voyage dans la Haute-Pensylvanie et dans l'état de New-York, sin embargo, su fama se ha apagado y los daños de la Revolución Francesa y sus eventos posteriores han reducido el interés de la gente por Estados Unidos. Su libro fue ignorado. Una versión resumida en alemán se publicó al año siguiente. No fue hasta 1964 que se publicó una traducción al inglés. Gran parte de los mejores escritos de Crevecoeur se publicaron de manera póstuma, bajo el título More Letters from the American Farmer: An edition of the Essays in English Left Unpublished by Crèvecœur (literalmente: Más Cartas de un granjero Americano: una edición de los ensayos en inglés que Crèvecœur no llegó a publicar) , editado por Dennis D. Moore (Athens, Georgia: University of Georgia Press, 1995).
Especialmente preocupado por las condiciones de los esclavos, se une a la Société des Amis des Noirs (Sociedad de los amigos de los Negros), fundada en París.
En 1789, durante una estadía en Francia, quedó atrapado en las revueltas políticas que estaban dando origen a la Revolución Francesa. Dado que era un aristócrata corre peligro, por lo cual se oculta, mientras en secreto intentaba conseguir los papeles para viajar a Estados Unidos. Finalmente James Monroe el nuevo embajador norteamericano en Francia le niega los papeles. En los últimos años de su vida Crèvecœur regresa a Francia y se asienta de manera permanente en las tierras que había heredado de su padre. El 12 de noviembre de 1813, fallece en Sarcelles, Val d'Oise, Francia.

## Principales obras
- Letters from an American Farmer: Describing Certain Provincial Situations, Manners, and Customs, Not Generally Known; and Conveying Some Idea of the Late and Present Interior Circumstances of the British Colonies of North America, 1782.
- Letters From an American, written to A.W.S. Ecuyer since the year 1770 up 'til 1781.
- Memoire sur le Commerce Entre la France et les États-Unis D'Amerique, 1784 (el manuscrito se encuentra en la Embajada de Estados Unidos en París)
- Sketches of the Eighteenth Century America: More "Letters From an American Farmer, 1923."
- Eighteenth-century travels in Pennsylvania & New York, 1801.

## Resumen de lasCartas de un granjero norteamericano
- Carta I: Introducción- Esta carta presenta a James, un agricultor americano, y su diálogo epistolar con un ministro.
- Carta II: Esta carta describe las criaturas, plantas, y actividades en y alrededor de la granja agrícola de James. Sus principales temas eran las "abejas, avispas, avispas, y aves" (Patterson) e ilustra la abundancia de la vida y las bondades de las tierras fértiles en América.
- Carta III: "Qué es un americano?"- En esta carta se compara a las personas con las plantas y conduce al lector a pensar sobre si no será que la tierra tenga algo que ver con la prosperidad de las personas que viven en Estados Unidos.
- Cartas IV-VIII: Estas cartas presentan en detalle la sociedad utópica (Patterson) que los americanos europeos habían creado y la tierra en la que habitan. También describe las condiciones en las que viven y las costumbres de las villas de balleneros de Nantucket y Martha's Vineyard.[1]
- Carta IX: Esta carta describe a Charleston, Carolina del Sur. La carta luego pasa a discutir la esclavitud en el Sur. Argumenta sobre la destrucción que se gesta alrededor de las relaciones esclavo-amo y realiza un llamado al Norte, en particular, sobre la esclavitud que es una práctica realmente malvada en esta nueva nación de América.
- Carta X: Esta carta se extiende sobre la gran variedad de víboras y relata sobre la costumbre de los indios americanos de utilizarlas como alimento. También menciona sus hábitats e historias que se cuentan sobre ellas en América, advirtiendo sobre la peligrosidad de algunas de ellas. Al final de su carta, cuenta sobre los picaflores que habitan en la tierra de James describiendo sus hábitos y variedades.
- Carta XI: Esta carta se supone esta narrada por un ruso, pero es casi indistinguible de James. Describe una visita al famoso botánico de Pennsylvania, Sr. John Bertram. El narrador cuenta sobre los nuevos métodos de fertilización y riego que Bertram ha inventado y que utiliza en sus propias plantas.

## Crítica selecta
- Gay W. Allen, An American Farmer, New York: Penguin Books, 1987
- Thomas Hallock, From the Fallen Tree: Frontier Narratives, Environmental Politics, and the Roots of a National Pastoral, Chapel Hill: University of North Carolina Press, 2003
- David Eisermann: Crèvecoeur oder Die Erfindung Amerikas, Rheinbach-Merzbach: CMZ-Verlag, 1985
- Daniel Patterson, ed. Early American Writers: A Biographical Encyclopedia, Westport: Greenwood Press, 2008. "J. Hector St. John de Crevecoeur." Thomas Patchell. 96-104.
- Paul P. Reuben. "Chapter 2: Early American Literature: 1700-1800 - St. Jean De Crevecoeur", PAL: Perspectives in American Literature- A Research and Reference Guide https://web.archive.org/web/20091012031553/http://www.csustan.edu/english/reuben/pal/chap2/creve.html)